# Odontia fragilis
Odontia fragilis är en svampart som beskrevs av G. Cunn. 1959. Odontia fragilis ingår i släktet Odontia och familjen Meruliaceae.   Inga underarter finns listade i Catalogue of Life.